# Frank Buchanan (Politiker, 1862)

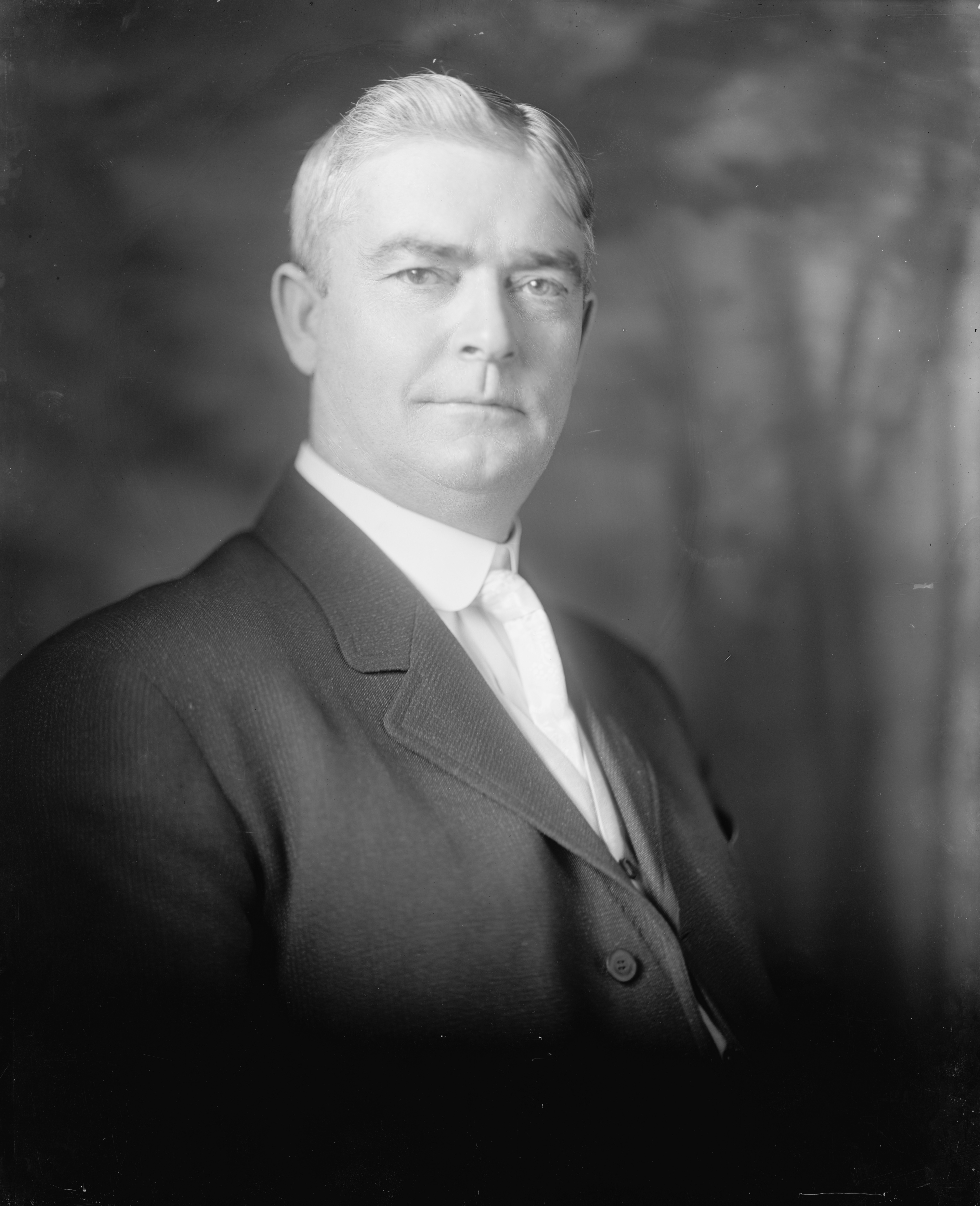
Frank Buchanan

Frank Buchanan (* 14. Juni 1862 bei Madison, Indiana; † 18. April 1930 in Chicago, Illinois) war ein US-amerikanischer Politiker. Zwischen 1911 und 1917 vertrat er den Bundesstaat Illinois im US-Repräsentantenhaus.

## Werdegang
Frank Buchanan besuchte die öffentlichen Schulen seiner Heimat und arbeitete danach für einige Zeit in der Landwirtschaft. Später wurde er im Brückenbau tätig. Schließlich arbeitete er im Eisenbaugewerbe. In dieser Branche wurde er auch gewerkschaftlich aktiv. Im Jahr 1901 wurde er Präsident der International Structural Iron Worker’s Union. Gleichzeitig schlug er als Mitglied der Demokratischen Partei eine politische Laufbahn ein. In den Jahren 1906 und 1908 kandidierte er noch erfolglos für den Kongress.
Bei den Kongresswahlen des Jahres 1910 wurde Buchanan dann aber im siebten Wahlbezirk von Illinois in das US-Repräsentantenhaus in Washington, D.C. gewählt, wo er am 4. März 1911 die Nachfolge des Republikaners Frederick Lundin antrat. Nach zwei Wiederwahlen konnte er bis zum 3. März 1917 drei Legislaturperioden im Kongress absolvieren. Im Jahr 1916 wurde er nicht wiedergewählt. Während seiner Zeit im Kongress wurden im Jahr 1913 der 16. und der 17. Verfassungszusatz ratifiziert.
Nach dem Ende seiner Zeit im US-Repräsentantenhaus betätigte sich Frank Buchanan wieder im Eisenbaugewerbe. Er starb am 18. April 1930 in Chicago.